# Dalkey Island
Dalkey Island  est une île irlandaise inhabitée.

## Géographie
L'île est située à 16 km au sud de Dublin, à 3 km du village du Dalkey qui lui donne son nom et à seulement 300 mètres à vol d'oiseau de la côte. 
L'île a une superficie de 9 hectares (0,09 km2).

## Histoire
L'église en ruine a été construite au IXe siècle ou Xe siècle. Elle a probablement été abandonné lorsque les Vikings ont utilisé l'île comme une base de départ pour leurs raids. Au début du XIXe siècle, l'Amirauté a érigé une tour Martello, dispositif d'alerte et de défense contre les menaces d'invasion du temps des guerres napoléoniennes.